# کبک قدیم

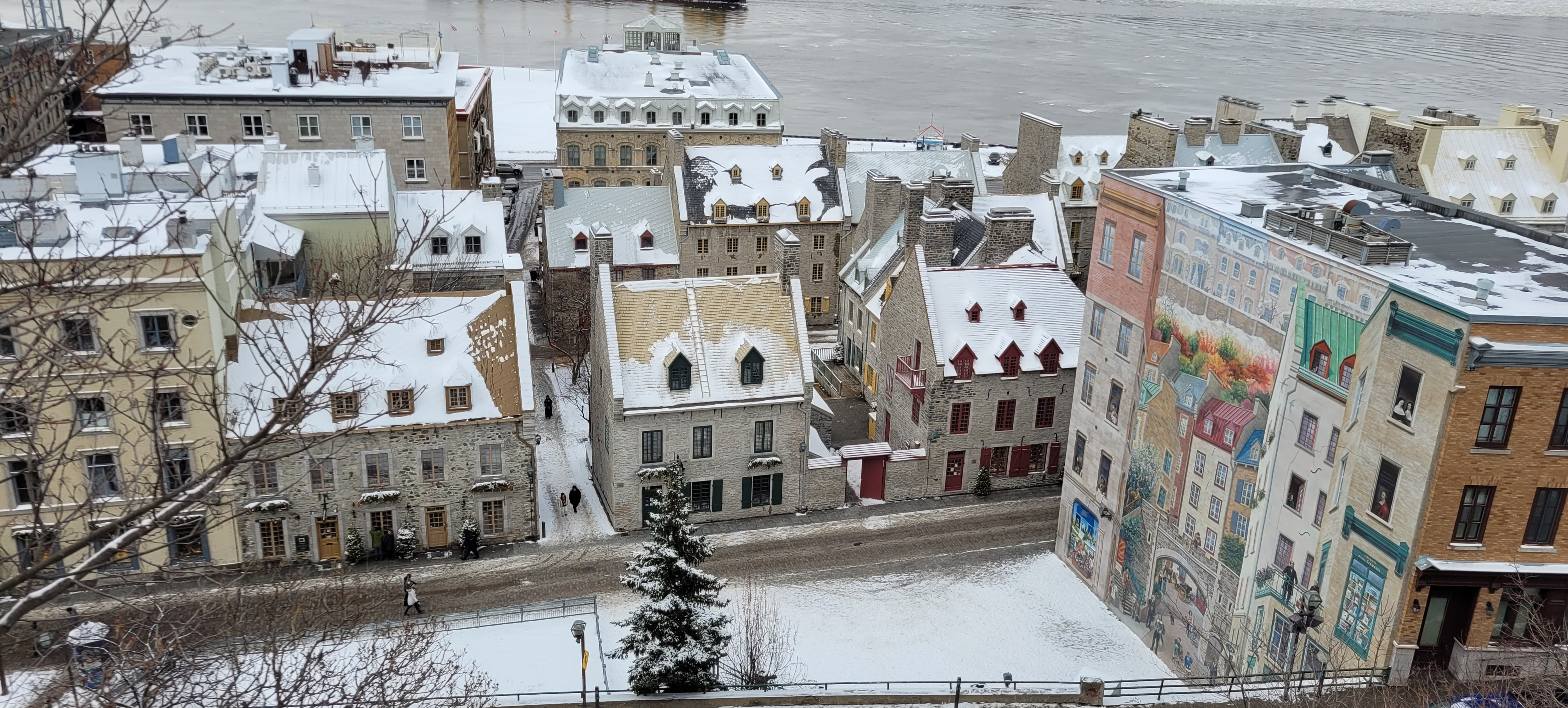
نمایی از بخش قدیمی شهر کِبِک در پایین تپه

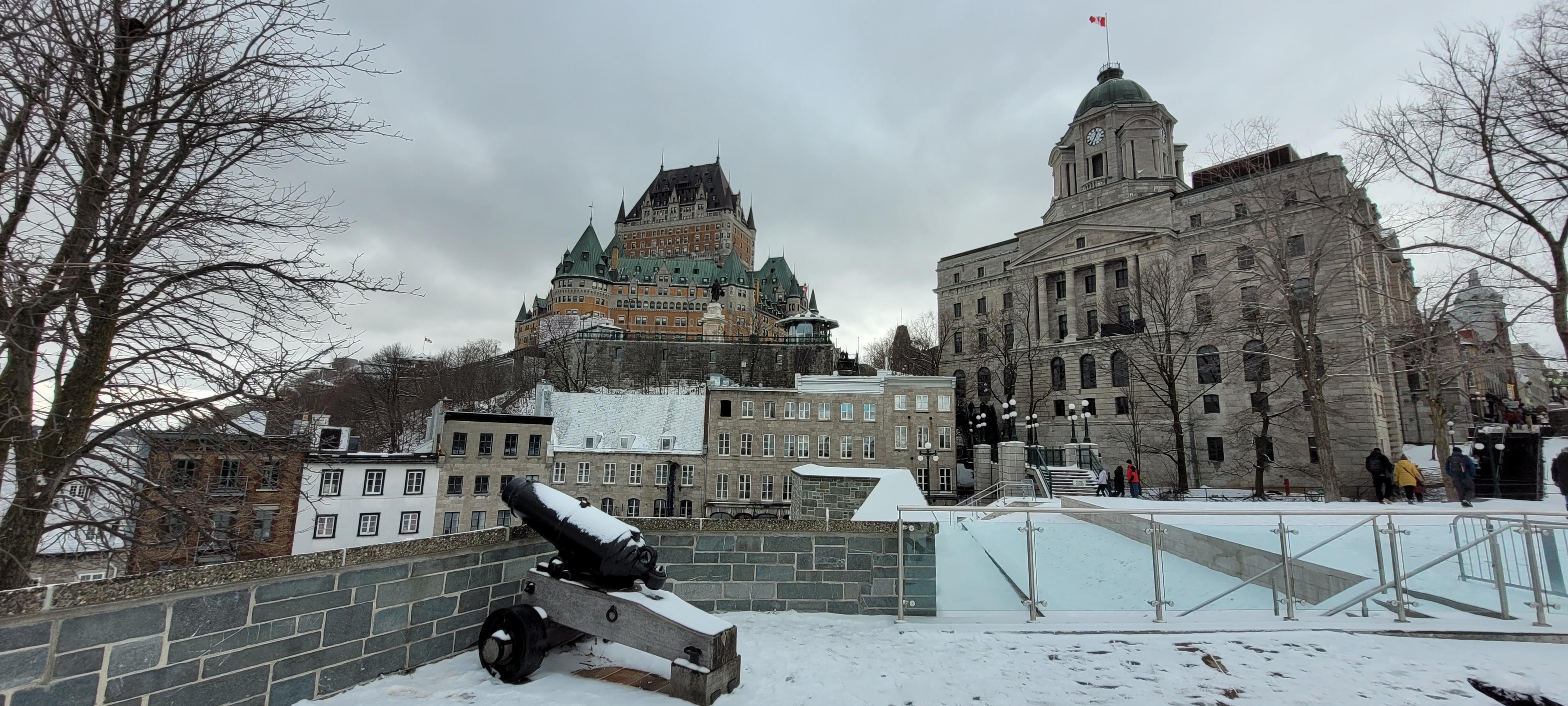
نمایی از بخش قدیمی شهر کِبِک در بالا تپه

کبک قدیم (فرانسوی: Vieux-Québec, تلفظ‌شده به صورت [vjø kebɛk]) یک محله تاریخی در شهر کبک، کبک، کانادا است. این منطقه شامل بخش بالایی شهر (فرانسوی: Haute-Ville) و بخش پایینی شهر (فرانسوی: Basse-Ville) می‌شود و به‌عنوان یک میراث جهانی یونسکو شناخته می‌شود. از نظر اداری، کبک قدیم بخشی از منطقه ویو کبک–کپ بلانک–کولین پارلمانتر در بخش لا سیتی-لیمویلو محسوب می‌شود.
این منطقه به‌طور معمول در زبان انگلیسی به عنوان «شهر قدیمی» یا نیز «شهر قدیمی کبک» شناخته می‌شود. گاهی از آن به عنوان محله لاتین (فرانسوی: Quartier latin) نیز یاد می‌شود، اگرچه این عنوان بیشتر به منطقه اطراف سمینار کبک، محل اصلی دانشگاه لاوال اشاره دارد.